# "Heroes" (chanson de David Bowie)
Pour les articles homonymes, voir Heroes (homonymie).
Singles de David Bowie
Be My Wife
(1977) Beauty and the Beast
(1978)
Pistes de "Heroes"
Joe the Lion Sons of the Silent Age
"Heroes" est une chanson écrite et composée par David Bowie et Brian Eno. Elle est parue en 1977 sur l'album "Heroes". Produite par Bowie et Tony Visconti, elle fut distribuée à la fois en tant que single et en tant que titre phare de l'album "Heroes". Un pur produit de la très fertile période berlinoise de Bowie, la vie à l'intérieur de la ville est cristallisée en un conte de deux amants qui se réunissent à l'ombre du Mur de la Honte (Wall of Shame, le Mur de Berlin). Bien que n'ayant pas été un gros succès au Royaume-Uni ou aux États-Unis à sa sortie, "Heroes" est devenue avec le temps l'une des chansons phares de Bowie et reste bien connue aujourd'hui encore grâce à son utilisation dans de nombreuses publicités. Elle a été décrite comme la deuxième chanson la plus reprise de Bowie après Rebel Rebel.

## Historique

### Genèse
« En 1976, David Bowie fuit Los Angeles et la cocaïne pour s'établir à Berlin, où il remplace la drogue par l'alcool. » "Heroes" illustre parfaitement cette situation, comme la ligne de texte « I drink all the time » écrite et chantée par l'artiste.
Les paroles auraient été inspirées à Bowie par la vision de l'une de ses choristes, Antonia Maass, en train d'embrasser son producteur Tony Visconti près du mur de Berlin, ville où fut enregistré en partie l'album.

### Enregistrement
Lors de l'enregistrement, trois microphones ont été utilisés, plus ou moins éloignés du chanteur. Lors du mixage le micro le plus proche était utilisé au début, lorsque la voix est plus douce pour préférer ensuite, progressivement, le son d'un micro plus éloigné lorsqu'il y a plus de puissance. Cet éloignement modifie aussi le rapport entre son direct et réverbération naturelle de la pièce et crée un effet sonore.

### Postérité
Il s'agit d'une des chansons les plus célèbres de Bowie. En 2004, elle est classée au 46e rang des « 500 meilleures chansons de tous les temps » par Rolling Stone. Elle est 23e dans la nouvelle liste publiée par le magazine musical en 2021.
La chanson a été classée 40e meilleure chanson britannique de tous les temps par la radio XFM en 2010.
La version single de la chanson existe également en français (Héros) et en allemand (Helden). La version française, ressortie en single en 2015, s'est classée à la 37e place et s'est vendue à 1 200 exemplaires. La version originale en anglais, ressortie en 2016, à la suite du décès de Bowie, se vend à 3 700 exemplaires.

## Musiciens
- David Bowie : chant, guitare, saxophone, claviers
- Robert Fripp : lead guitar
- Carlos Alomar : guitare rythmique
- George Murray : basse
- Dennis Davis : batterie
- Brian Eno : synthétiseur
- Tony Visconti: chœurs, tambourin, percussions

## Classements
| Classement (1977-78)                   | Meilleure place |
| -------------------------------------- | --------------- |
| Royaume-Uni (Official Charts Company)  | 24              |
| Autriche (Ö3 Austria Top 40)           | 19              |
| Belgique (Flandre Ultratop 50 Singles) | 17              |
| Nouvelle-Zélande (RMNZ)                | 35              |
| Pays-Bas (Single Top 100)              | 9               |
| Pays-Bas (Nederlandse Top 40)          | 8               |
| France (IFOP)                          | 54              |
| Italie (FIMI)                          | 21              |

| Classement (2016)                     | Meilleure place |
| ------------------------------------- | --------------- |
| Royaume-Uni (Official Charts Company) | 12              |
| France (SNEP)                         | 9               |
| Autriche (Ö3 Austria Top 40)          | 16              |
| Suisse (Schweizer Hitparade)          | 17              |
| Pays-Bas (Single Top 100)             | 47              |
| Suède (Sverigetopplistan)             | 37              |
| Italie (FIMI)                         | 17              |
| Espagne (PROMUSICAE)                  | 20              |
| Australie (ARIA)                      | 36              |
| Nouvelle-Zélande (RMNZ)               | 34              |

## Reprises et utilisations
L'une des reprises de "Heroes" ayant connu le plus grand succès est celle des finalistes du télécrochet britannique The X Factor en 2010. Leur version, dont les bénéfices sont reversés à l'association Help for Heroes (en), se classe no 1 des ventes au Royaume-Uni dès sa sortie au mois de novembre.
De nombreux artistes ont repris la chanson, parmi lesquels:
- Celtic Frost sur l'album Vanity Nemesis (1990);
- Nico sur l'album Drama of Exile (1981) ;
- Cyclope sur l'album Les Dalton (1992) ;
- Oasis en face B du single D'You Know What I Mean? (1997) ;
- The Wallflowers sur la bande originale du film Godzilla (1998) ;
- Six by Seven (la version allemande) en face B du single Ten Places to Die (1999) ;
- King Crimson sur l'album live Heavy ConstruKction (2000) ;
- Apocalyptica accompagné par Till Lindemann sur Worlds Collide (2008) ;
- Peter Gabriel sur l'album de reprises Scratch My Back (2010) ;
- Motörhead sur l'album de reprises Under Cöver (2017).
- Hollywood Vampires sur l'album Rise (2019)
- Matmatah aux Vieilles Charrues (2022) et sur leur EP SklogW II (On n’a pas l’cul sorti des ronces) (2024)

David Guetta a samplé "Heroes" en 2003 pour le single Just for One Day (Heroes).
Depeche Mode a repris la chanson live lors de plusieurs spectacles de la tournée Global Spirit Tour.
"Heroes" a également été reprise dans des séries télévisées, par :
- Darren Criss & Chord Overstreet dans la saison 4 de Glee (2012) ;
- Jessica Lange dans la saison 4 de American Horror Story (2014).

La chanson a été utilisée dans les films Moi, Christiane F., 13 ans, droguée, prostituée… (1981), Le Monde de Charlie (2012), Horns (2014), ainsi que dans la série anthologique American Horror Story de Ryan Murphy et Brad Falchuk, ou encore dans la série Stranger Things des Duffer Brothers.
Elle est également présente dans l'épisode 9 de la saison 3 de la série Esprits Criminels.
En 2017, la chanson apparaît à la fin de l'épisode final de la série Regular Show. Elle est aussi entendue en 2019 à la fin du film Jojo Rabbit dans sa version allemande.